# Łunochód
Łunochód, papaj – potoczne określenie amatorskiego ciągnika rolniczego używanego w pracach polowych przez rolników, głównie na terenach górzystych.

## Historia
Pierwsze łunochody w Polsce zaczęto budować w latach 60. XX wieku na Śląsku Cieszyńskim i na Podhalu. Ich powstanie związane było z potrzebami górali, którzy z jednej strony nie mogli sobie pozwolić na zakup traktorów (były produkowane przede wszystkim na potrzeby PGR-ów), a z drugiej strony nie mieli pożytku ze zwykłych ciągników rolniczych, gdyż w pracach polowych w trudnym terenie górskim dawały sobie radę tylko pojazdy z niskim zawieszeniem.
Największy rozwój łunochodów nastąpił na początku lat 80. XX wieku. Ze względu na ograniczenia w dostępności ciągników rolniczych oraz kryzys gospodarczy w Polsce, w wielu gospodarstwach rolnych rolnicy budowali sobie samodzielnie maszyny rolnicze, wykorzystując do tego części od samochodów lub motocykli.
Najbardziej znanym konstruktorem łunochodów był Antoni Kawulok, rolnik i mechanik z Istebnej, który w latach 1961–1982 zbudował około 200 tego typu pojazdów.

## Konstrukcja
Łunochody budowane są na bazie różnych pojazdów seryjnych, głównie samochodów osobowych.
Początkowo były one bardzo proste w konstrukcji i do ich napędu stosowano silniki motocyklowe. Z czasem zaczęto rozwijać konstrukcje i montować silniki wysokoprężne np. Andoria. Bardzo często używane były podzespoły samochodu dostawczego Żuk lub samochodu terenowego marki UAZ.

## Rajdy łunochodów
W Polsce od 2004 roku rozgrywane są rajdy łunochodów. Najstarsza tego typu impreza mająca charakter turnieju odbywa się w Istebnej. Druga podobna odbywa się w Ochabach.